# Xavier de Echarri
Javier de Echarri Gamundi (Madrid, 18 d'abril de 1913 - Barcelona, 18 d'octubre de 1969) o Xavier de Echarri, va ser un periodista i editorialista espanyol. Al llarg de la seva carrera va arribar a dirigir diversos diaris, com Arriba o La Vanguardia Española.

## Biografia
Va néixer a Madrid el 18 d'abril de 1913, en el si d'una família acomodada. Va fer estudis superiors a la Universitat María Cristina de l'Escorial i posteriorment a la Universitat Central de Madrid. Advocat de professió, no obstant això, des de molt aviat es va especialitzar en periodisme. En els seus primers anys va col·laborar amb els diaris La Época i ABC.
Conegut falangista, després del final de la Guerra civil va passar a dirigir el diari Arriba, òrgan oficial de la FET i de las JONS. Durant l'etapa de Echarri al capdavant de la publicació, Arriba aconseguiria aconseguir una gran difusió entre el públic. En l'estiu de 1940 va viatjar a l'Alemanya nazi al costat d'altres periodistes espanyols, on va visitar algunes instal·lacions de la premsa nazi. Tornaria a visitar Alemanya el 1943, al costat dels «pro-nazis» Gabriel Arias-Salgado i Víctor de la Serna. Mantindria el càrrec a Arriba fins al 1948.
Tres anys després es va traslladar al Portugal salazarista, on va passar a ser agregat de premsa i, posteriorment, conseller d'informació de l'ambaixada espanyola a Lisboa. A partir de 1963 va passar a dirigir el diari barceloní La Vanguardia Española, càrrec que va mantenir fins a la seva defunció el 1969.

## Família
Va contreure matrimoni amb Carmen Moltó López-Quesada, amb la qual va tenir cinc fills, alguns dels quals també es van dedicar a la premsa. Un d'ells, Xavier, va ser fundador i director de les revistes satíriques Barrabás i El Papus.